# École majorquine de cartographie

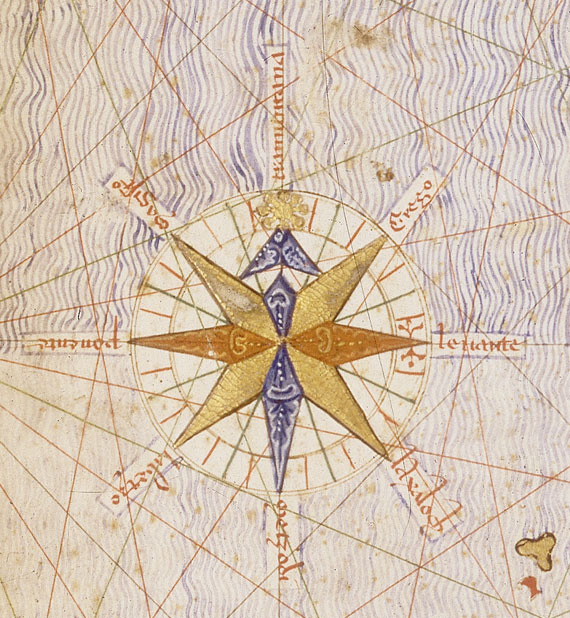
Premièrere apparition de la rose des vents dans l’Atlas catalan, chef-d’œuvre de l'école majorquine de cartographie.

L’école majorquine de cartographie désigne les cartographes, cosmographes et fabricants d'instruments de navigations actifs dans l'île de Majorque aux XIIIe, XIVe et XVe siècles. Ils sont en majorité juifs ou conversos - avec quelques associés chrétiens. L'expulsion des Juifs d'Espagne en 1492 met fin à leurs activités à Majorque. Cette expression inclut également des cartographes actifs en Catalogne. 

## Origine
Aux XIIIe et XIVe siècles, l'île de Majorque, la plus grande des îles Baléares, en Méditerranée occidentale, occupe une place importante dans les réseaux commerciaux qui relient les côtes méditerranéennes (Italie, Égypte, Tunisie) et atlantiques (Angleterre, Pays-Bas).  
Royaume musulman indépendant dans l'Espagne wisigothe pendant une grande partie du Haut Moyen Âge, Majorque est conquise par les chrétiens en 1231 et conserve son indépendance jusqu'en 1344, date à laquelle elle est annexée par le royaume d'Aragon. Le XIVe siècle voit l'expansion de l'Aragon à travers la Méditerranée, jusqu'en Sardaigne, en Corse, en Sicile et en Grèce (Athènes et Néopatrie), processus dans lequel l'expertise majorquine en matière de navigation, de cartographie et de commerce est impliquée. Des commerçants et navigateurs majorquins jouent un rôle de premier plan dans la tentative aragonaise de s'emparer des îles Canaries, nouvellement découvertes, au cours des années 1340 à 1360. 
Les cosmographes et cartographes majorquins mettent au point à cette époque de techniques de cartographie spécifiques. Selon certains auteurs, notamment Adolf Erik Nordenskiöld, les Majorquins seraient à l'origine de l'invention, vers 1300, du portulan : une carte de navigation remarquablement précise et détaillée, structurée par un canevas de lignes de vents, orientée (vers le nord), élaborée à partir des informations fournies par des marins, des marchands et des astronomes. Des arguments existent pour attribuer l'invention du portulan aux cartographes de Gênes ; la carte pisane, vraisemblablement réalisée à Gênes, est la plus ancienne carte de ce type parvenue jusqu'à l'époque contemporaine[réf. souhaitée]. Des hypothèses existent au sujet de la transmission de cette technique soit de Gênes à Majorque, soit de Majorque à Gênes. Les travaux les plus récents vont dans le sens d'une origine génoise de la technique du portulan, qui aurait été approfondie de façon significative à Majorque,. 

## Le style majorquin
Indépendamment de cette controverse, il existe un consensus chez les historiens sur le caractère spécifique du style utilisé par l'école majorquine de cartographie, distinct de celui de l'école italienne. Les cartes italiennes comme majorquines couvrent la même aire géographique : la mer Méditerranée, la mer Noire et la côte atlantique jusqu'aux Flandres - l'espace dans lequel voyageaient à cette époque les marchands et marins de Méditerranée.  

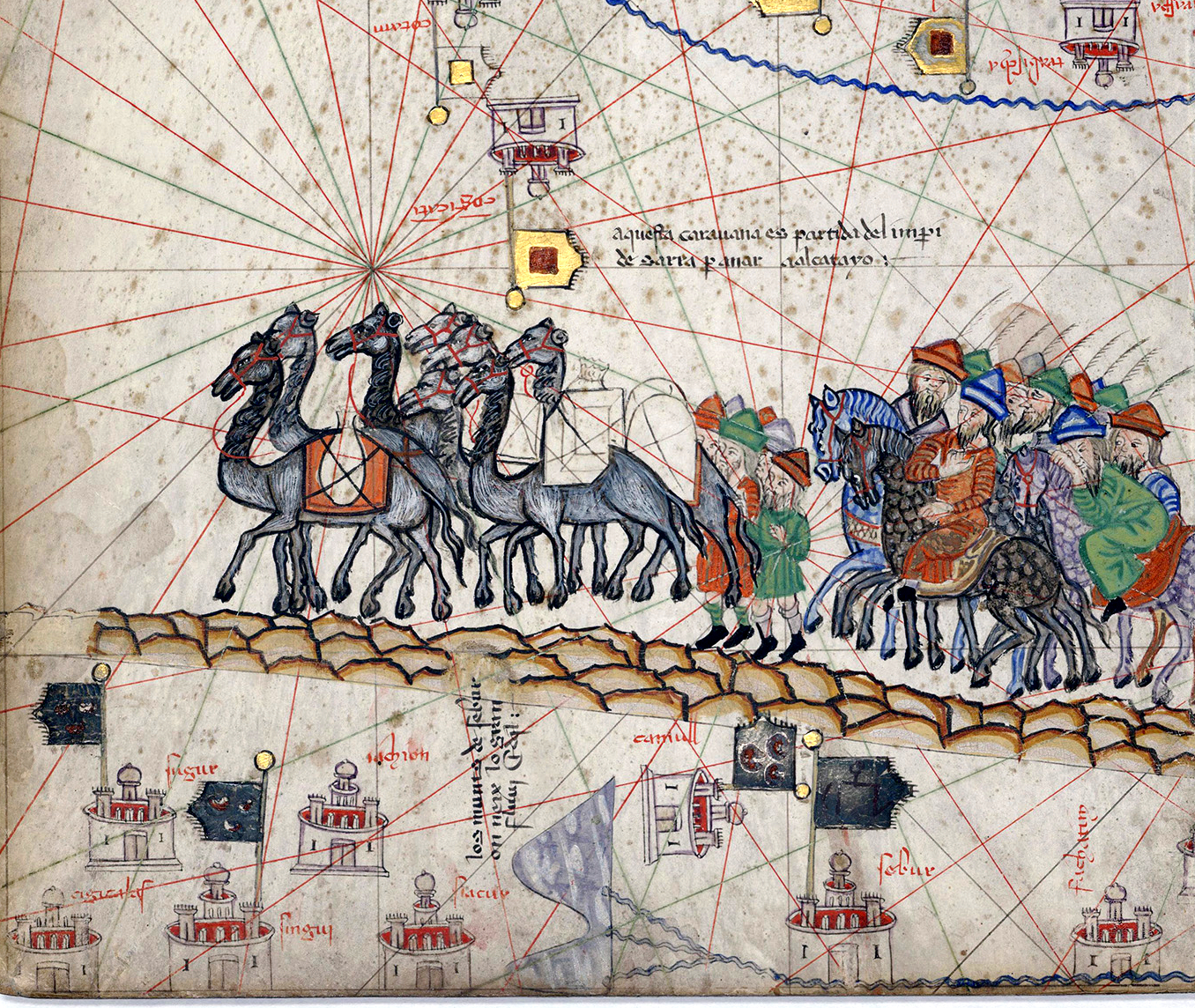
Caravane dite « de Marco Polo » sur la Route de la soie, Atlas catalan

Avec le temps et les premiers voyages d'exploration, certains cartographes étendent l'aire couverte jusqu'à inclure une part plus importante de l'océan Atlantique et certaines de ses îles (réelles ou légendaires), une partie plus importante du littoral atlantique ouest-africain, la mer Baltique et la mer Caspienne. L'objet principal du portulan au cours de cette période reste la Méditerranée et l'échelle utilisée ne varie guère. 
Les portulans italiens se concentraient sur les détails de la côte, l'intérieur des terres n'étant pas traité, ou très peu ; les illustrations étaient rares. Au contraire, dans le style majorquin, qui trouve son expression la plus achevée dans l’Atlas catalan de 1375, attribué au cartographe Abraham Cresques, l'intérieur des terres est traité plus en détail et orné de riches illustrations colorées, représentant les villes, les chaînes de montagnes, les cours d'eau, ainsi que des personnages.
Parmi les traits caractéristiques des portulans majorquins, presque systématiques, peuvent être mentionnés : 
- des descriptions et annotations en catalan ;
- la mer Rouge colorée en rouge ;
- le massif de l'Atlas représentée par un palmier ;
- les Alpes représentées comme une patte de poule ;
- le Tage représenté comme une houlette de berger, dont la partie haute se recourbe autour de Tolède ;
- le Danube comme une chaîne de petites collines ;
- la Bohême en forme de fer à cheval ;
- l'île de Lanzarote coloriée avec les armes de Gênes (à la croix de gueules sur champ d'argent) ;
- l'île de Rhodes également coloriée avec un écu portant une croix ;
- de nombreuses représentations des armes d'Aragon, notamment pour colorier l'île de Majorque ;
- une rose des vents, avec l'étoile polaire au Nord ;
- de petits personnages miniatures, notamment des marchands qui figurent la route de la soie et les routes transsahariennes, l'empereur du Mali assis sur une mine d'or, ainsi que l'explorateur Jaume Ferrer (peut-être le premier explorateur européen à avoir franchi le cap Boujdour) sur son navire ;

L'école italienne avait un style plus sobre ; certains de ses cartographes, notamment les frères Pizzigani, Battista Beccario ou Grazioso Benincasa, ont repris certains motifs majorquins dans leurs cartes, d'autant plus que des Majorquins d'origine ont fuit en Italie les persécutions anti-juives. 

## Membres
Du fait de l'inconsistance de l'orthographe des noms au Moyen Âge et des changements de noms au moment des conversions forcées des Juifs, les principaux membres de l'école majorquine de cartographie sont connus comme :
- Angelino Dulcert (aussi appelé Angelino Dulceti voire Dalorto, actif vers 1339), peut-être originaire de Gênes[5] ;
- Abraham Cresques (actif vers 1375) ;
- Jehuda Cresques (aussi appelé Jaume Riba et Jacobus Ribes après conversion forcée) ;
- Haym ibn Risch (aussi appelé Joan de Vallsecha ou Gabriel de Vallseca après conversion forcée, probablement de la famille Cresques) ;
- Guillem Soler (actif dans les années 1380) ;
- (pt)Mecia de Viladestes (probablement aussi appelé Samuel Corcos avant conversion forcée, actif dans les années 1410)[5],[4] ;
- (es)Jácome de Mallorca (actif dans les années 1420), ayant émigré au Portugal ;
- Gabriel de Vallseca[6] (aussi appelé Vallsecha ou Valseqa, actif dans les années 1430-1440)[5] ;
- Pere Rosell (aussi appelé Petrus Roseïli, actif dans les années 1460) ;
- Jaume Bertran[7] (actif dans les années 1480) ;
- Joan Martines (actif dans les années 1580), ayant émigré en Italie[8].

Au contraire de l'Italie, où les professions de fabricant d'instruments de navigation et de cartographes étaient distinctes, la plupart des cartographes majorquins exerçaient les deux : ils sont souvent mentionnés dans les registres municipaux comme cartographe et bruixoler (fabricant de boussoles). Certains étaient également cosmographes professionnels ou amateurs, avec des connaissances en astrologie et en astronomie, ajoutant parfois des calendriers astronomiques à leurs atlas.   
La plupart des membres de l'école majorquine (à l'exception de Guillem Soler) étaient Juifs pratiquants ou conversos voire marranes ; l'école a donc considérablement souffert des conversions forcées, des violences anti-juives (comme les persécutions sanglantes de 1391), celles des Chuetas de Majorque, des expulsions, puis de la mise en place des tribunaux de l'Inquisition dans la couronne d'Aragon à la fin du XVe siècle.  

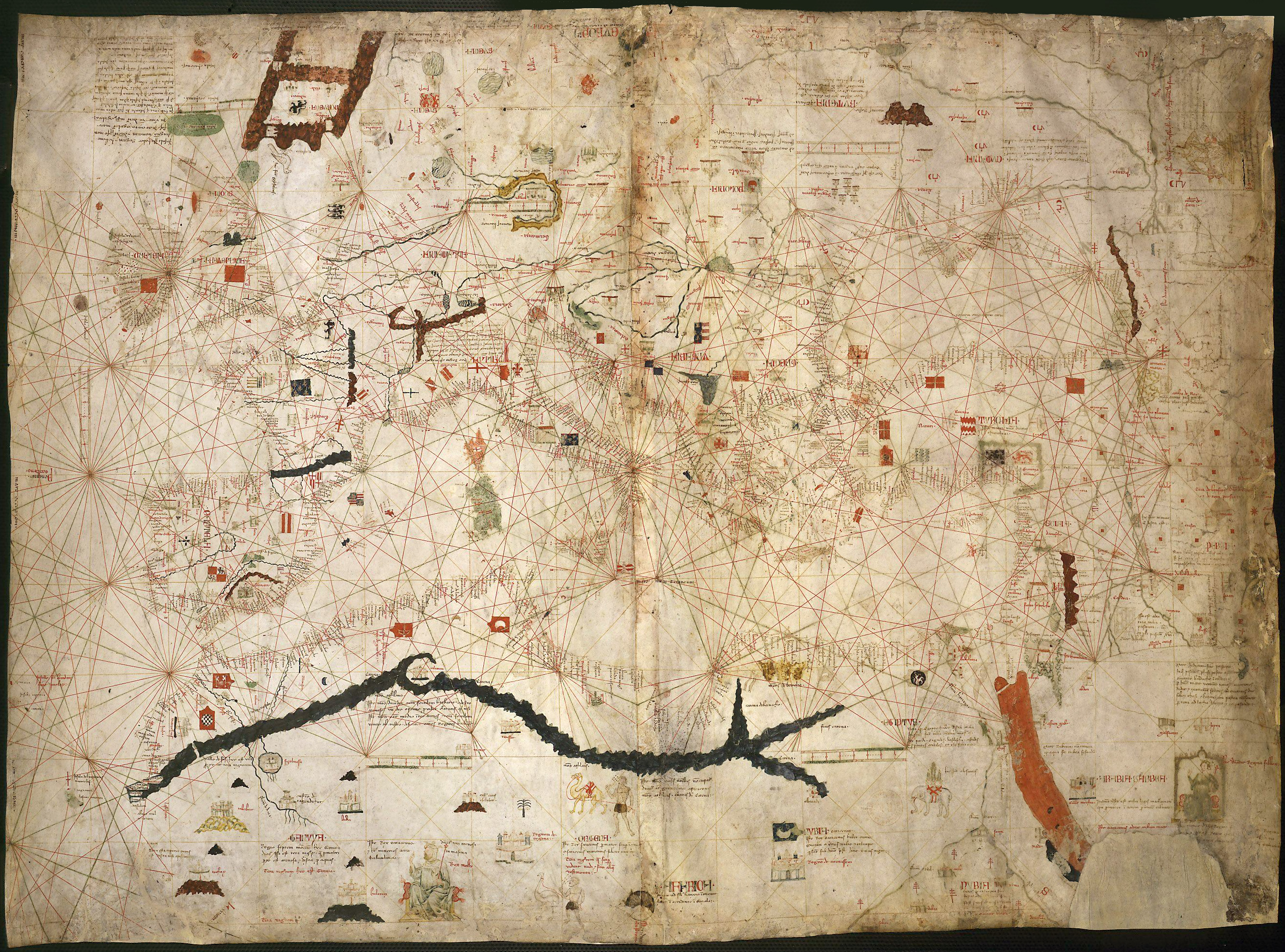
Portulan d'Angelino Dulcert, 1339
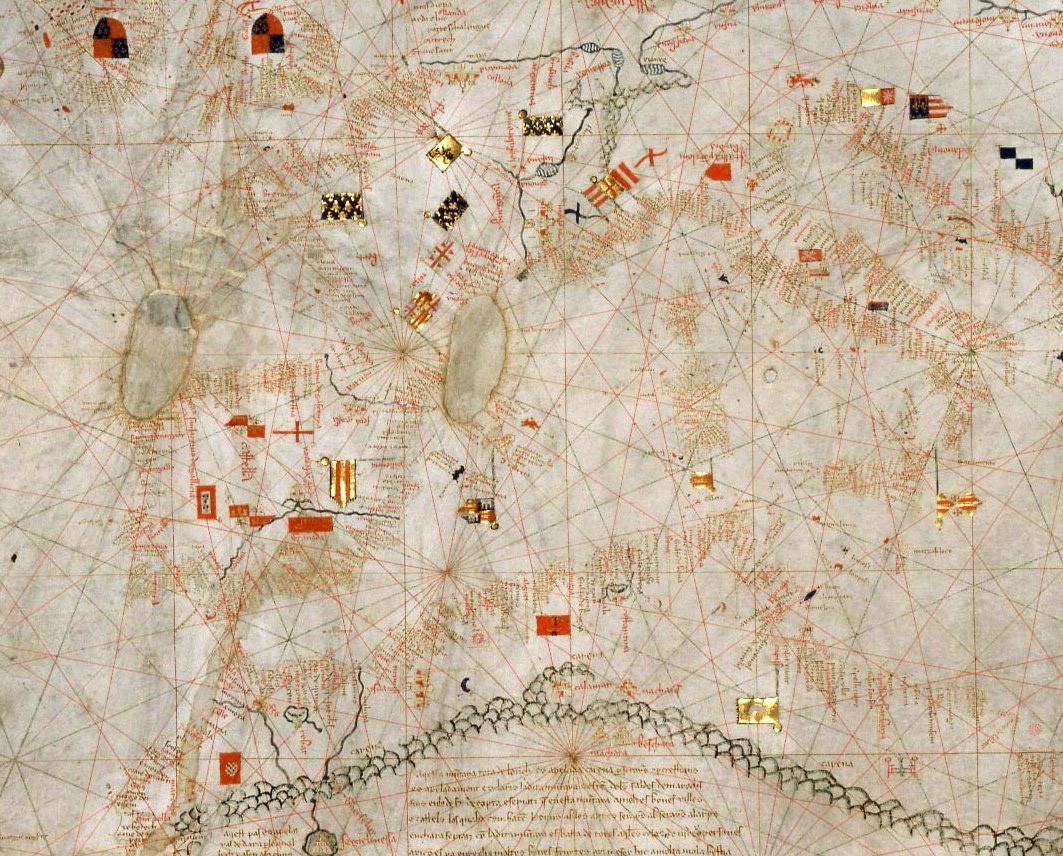
L'Europe de l'Ouest sur le portulan de Guillem Soler, v. 1380
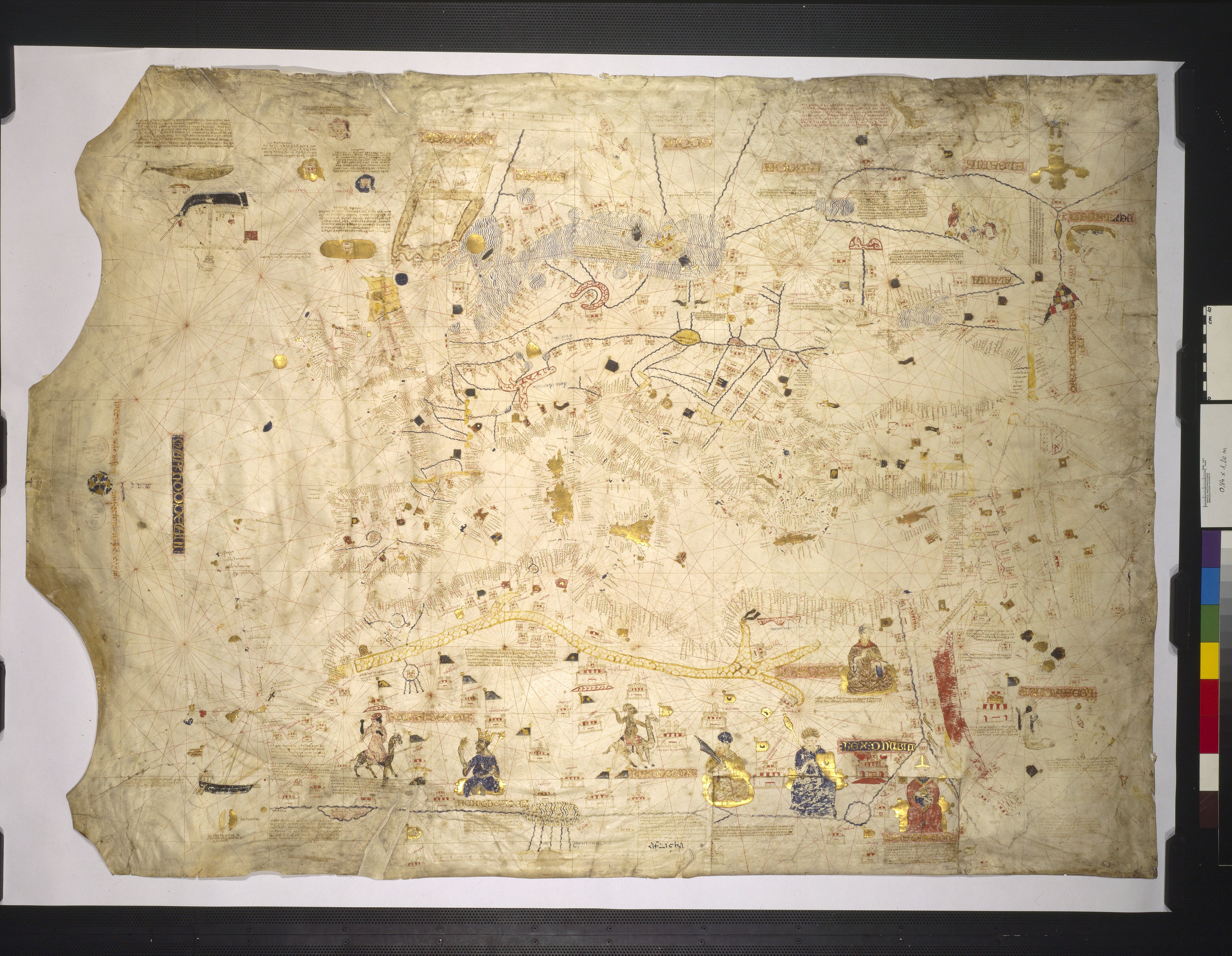
Portulan de Mecia de Viladestes (1413)
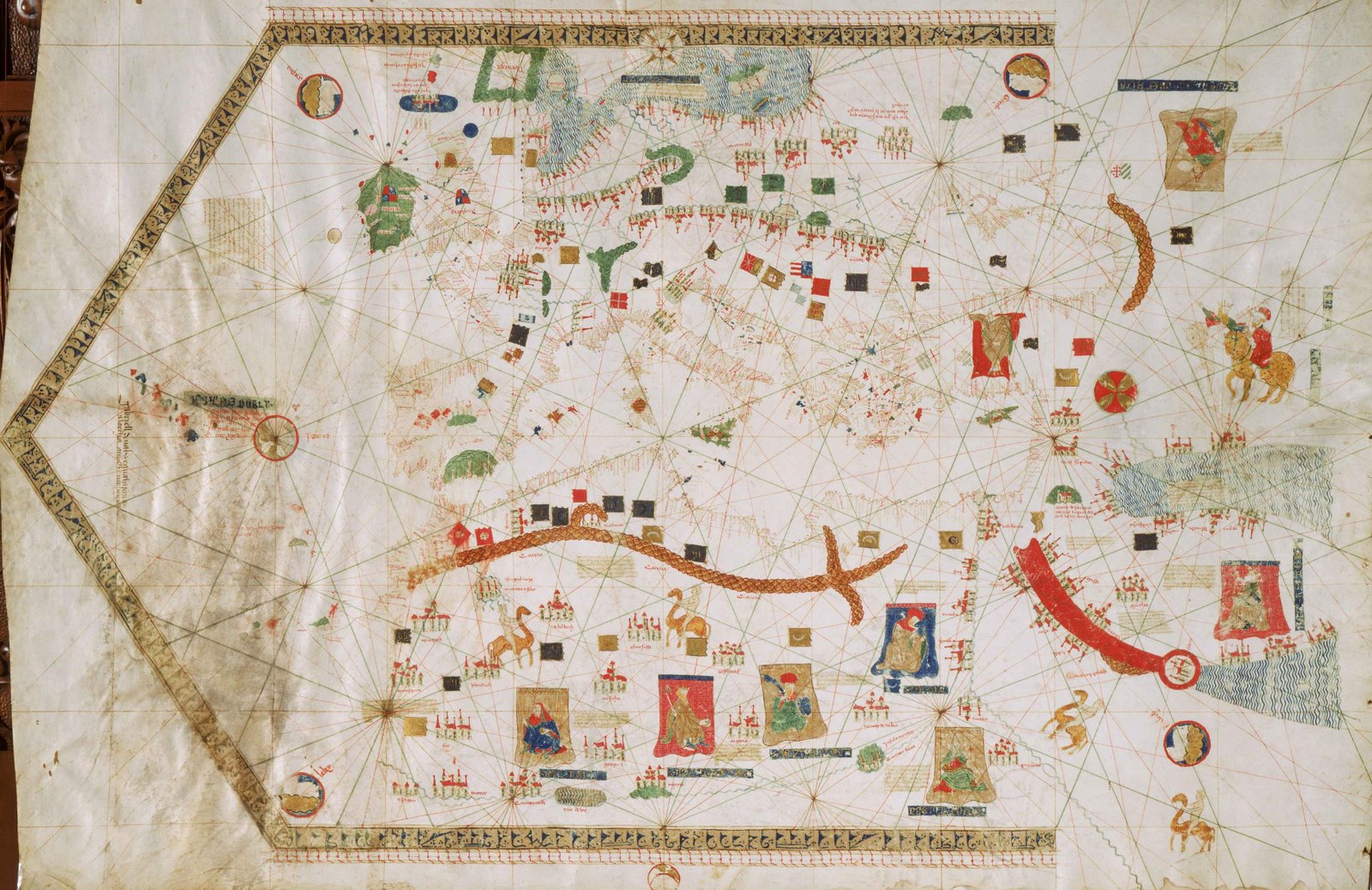
Portulan de Gabriel de Vallseca (1439)

Les connaissances acquises par les cartographes majorquins viennent notamment des échanges commerciaux avec l'Égypte, la Tunisie (impliquant notamment des marchands musulmans et juifs), et à partir du XIVe siècle avec l'Angleterre et les Pays-Bas. 

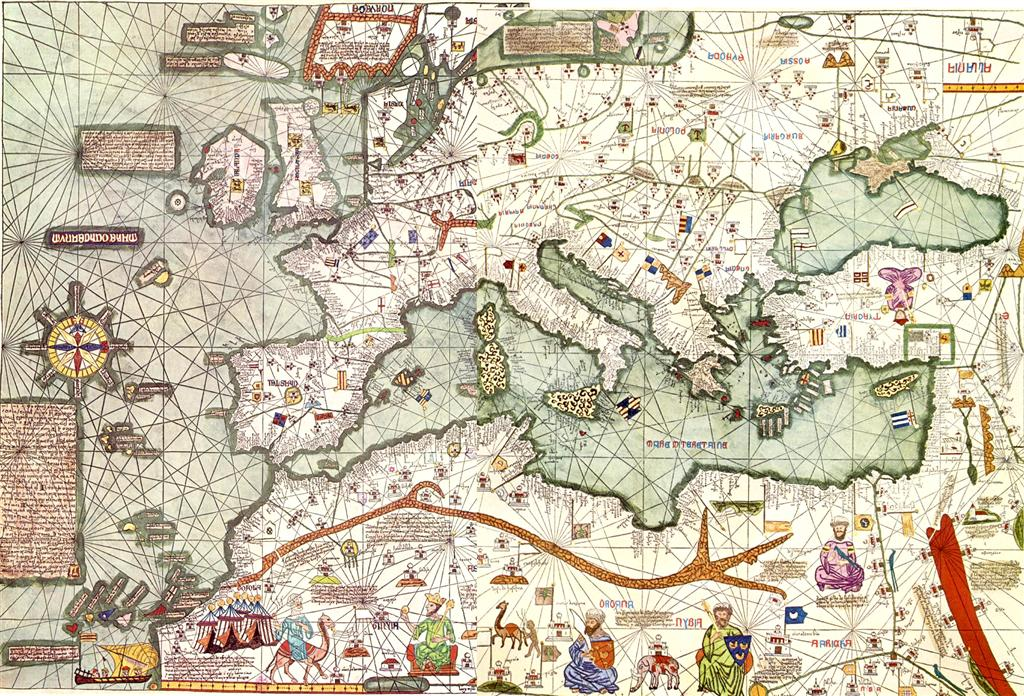
L'Europe méditerranéenne dans lAtlas catalan (1375)

Le plus célèbre des cartographes majorquin, Abraham Cresques, est nommé maître des cartes et boussoles du roi Jean Ier d'Aragon. Il utilise l'argent gagné lors de sa nomination pour aider sa communauté et faire construire des bains nécessaires au rituel juif pour les juifs de Palma. En 1374 et 1375, Abraham et son fils Jehuda travaillent sur une commande spéciale du roi : une carte qui montrerait le détroit de Gibraltar, la côte atlantique et l'océan, qui sera appelée par la suite Atlas catalan ; il est conservé aujourd'hui à la Bibliothèque nationale de France. Les deux premiers feuillets, formant la partie orientale de l'atlas, font une synthèse des mappae mundi médiévales (avec Jérusalem au centre) avec des récits de voyage disponibles à l'époque, en particulier ceux de l'explorateur marocain Ibn Battuta (Abraham Cresques lisait l'arabe) et le Livre des merveilles de Marco Polo.
Son talent est jusqu'à ce jour reconnu :

« À Majorque, escale entre l'Europe et l'Afrique, va naître une école de cartographie essentielle. Abraham et Yaffuda Cresques sont au cœur de la recherche nouvelle qui va permettre les premiers pas sur l'océan. »

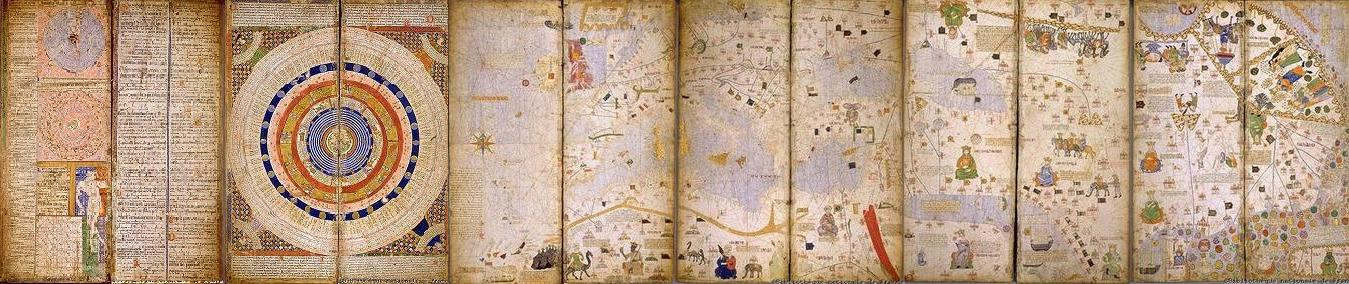
Les six parchemins de l’Atlas catalan attribués à Abraham Cresques

— Le Maître des boussoles

## Liens connexes
- Histoire des Juifs en Espagne
- Pays catalans
- Instrument de navigation
- Navigation maritime
- La Cartografía Mallorquina (en) (Julio Rey Pastor, 1960)
- Història de la Marina Catalana (en) (Arcadi Garcia Sanz, 1960)
- Grazioso Benincasa
- Jaume Ferrer (en) (navigateur actif vers 1340-1350)
- Portulan, carte catalane (en)
- Carte marine
- Réticule des vents, rhumb
- Rose des vents